# Пічкур
Пічкур, або піскар, коблик (Gobio) — рід риб, що налічує понад 20 видів, з родини пічкурових. Найпоширеніший вид — пічкур звичайний (Gobio gobio). У центральній та південній Україні має назву бобир, бубирь. Також бубирем (бубирь) він називається на сході Слобожанщини, зокрема по селах Бахмутського району (р. Бахмутка, с. Переїзна).

## Поширення
Розповсюджений у прісних водоймах Європи та Азії, однак відсутній у водоймах Скандинавії, Піренейського, Апеннінського, півдня Балканського та Кольського півостровів. Зустрічається у водоймах з чистою, прохолодною водою та піщаним дном. Дуже чутливий до забруднення води.

## Будова
Довжина 14—15 см (іноді до 22 см), вага до 80 г. Тіло веретеноподібне, довгасте у хвостовій частині. Рило подовжене, попереду ніздрями круто опускається донизу, позаду дещо роздуте. Рот унизу з добре розвиненими вусиками. Глоткові зуби дворядні. Очі невеликі, жовтуваті. Спинний та хвостовий плавці короткі. Луска велика. В боковій лінії 39—45 лусок. Забарвлення: спина темна, з зеленуватим відтінком; боки та черево жовтувато-сріблясті, по боках від 6 до 14 темних плям; спинний та хвостовий плавці жовтувато-сірі з дрібними темними плямами; черевні та грудні — світлі або безколірні.

## Спосіб життя
Пічкур — придонна малорухлива риба, утворює великі зграї з особин різного віку. Влітку тримається на ділянках річок з піщаним ґрунтом, які добре прогріваються та освітлюються, восени мігрує у глибші місця, взимку залягає у ями. Активний вдень. Живиться різноманітними дрібними бентичними організмами (черви, молюски, личинки комах), частково рослинними рештками, може поїдати ікру інших видів риб.

## Розмноження
Статевої зрілості пічкур досягає у 3—4 роки за ваги понад 10 г. У період нересту у самців на голові утворюються численні епітеліальні вирости. Жовта ікра (діаметром 0,6—0,7 мм) відкладається на дно піщаних перекатів. Нерест в декілька етапів, з початку травня і до кінця червня. Плодючість самиць становить від 1 до 15 тисяч ікринок залежно від віку, ваги та довжини риб. Ікра інкрустується частками піску та мулу, що захищає її від хижаків. Інкубаційний період становить до 15 діб, залежить від температури води. Личинки, що з'являються, декілька днів не реагують на світло та лежать на дні. Личинки та молодь ведуть придонний спосіб життя.

## Список видів
- Gobio acutipinnatus Men'shikov, 1939
- Gobio alverniae Kottelat & Persat, 2005
- Gobio battalgilae Naseka, Erk'akan & Küçük, 2006
- Gobio brevicirris Fowler, 1976 — Пічкур коротковусий
- Gobio bulgaricus Drensky, 1926
- Gobio carpathicus Vladykov, 1925 — Пічкур карпатський
- Gobio coriparoides Nichols, 1925
- Gobio cynocephalus Dybowski, 1869
- Gobio delyamurei Freyhof & Naseka, 2005 — Пічкур чорноріченський
- Gobio feraeensis Stephanidis, 1973
- Gobio fushunensis Xie, Li & Xie, 2007
- Gobio gobio Linnaeus, 1758 — Пічкур звичайний
- Gobio hettitorum Ladiges, 1960
- Gobio holurus Fowler, 1976
- Gobio huanghensis Luo, Le & Chen, 1977
- Gobio insuyanus Ladiges, 1960
- Gobio kovatschevi Chichkoff, 1937
- Gobio krymensis Banarescu & Nalbant, 1973 — Пічкур кримський
- Gobio kubanicus Vasil'eva, 2004
- Gobio lingyuanensis Mori, 1934
- Gobio lozanoi Doadrio & Madeira, 2004
- Gobio macrocephalus Mori, 1930
- Gobio maeandricus Naseka, Erk'akan & Küçük, 2006
- Gobio meridionalis Xu, 1987
- Gobio obtusirostris Valenciennes, 1842
- Gobio occitaniae Kottelat & Persat, 2005
- Gobio ohridanus Karaman, 1924
- Gobio rivuloides Nichols, 1925
- Gobio sakaryaensis Turan, Ekmekçi, Luskova & Mendel, 2012
- Gobio sarmaticus Berg, 1949 — Пічкур дністровський
- Gobio sibiricus Nikolskii, 1936
- Gobio skadarensis Karaman, 1937
- Gobio soldatovi Berg, 1914
- Gobio volgensis Vasil'eva, Mendel, Vasil'ev, Lusk & Lusková, 2008

## Значення для людини
Великого значення не мають, рибалки-аматори використовують пічкура як живця для лову хижих риб. Іноді використовують для приготування юшки.